# Slaget ved Belleau Wood
Slaget ved Belleau Wood (Bois Belleau) fandt sted under den første verdenskrig tæt ved Marnefloden i Frankrig fra 1. juni 1918 til 26. juni 1918.
Slaget blev udkæmpet mellem USA's anden- og tredje infanteridivision samt enheder fra den franske 6. armé og det (britiske IX korps mod enheder fra Tysklands 10.-, 28.-, 87-, 197- og 237. divisioner.
På allieret side spillede de amerikanske marinere en stor rolle, og specielt den 4. marine brigade under kommando af general James Harbord udmærkede sig.
Slaget var den sidste større træfning på vestfronten under første verdenskrig.
Franskmændene gav senere skovområdet, hvor kampene fandt sted, et nyt navn, Bois de la Brigade de Marine, til ære for de godt kæmpende amerikanske marineres hårdnakkethed og tildelte den fjerde marine brigade Croix de Guerre.
49°04′24″N 3°17′27″Ø / 49.073231°N 3.290872°Ø